# André Marois
André Marois (Créteil, 21 de março de 1959) é um escritor francês radicado em Quebec desde 1992.

## Biografia
Andre Marois estudou artes plásticas e cinema na Universidade de Paris VIII, durante dois meses. De seguida, estudou por correspondência durante dois anos para tirar o certificado de técnico (BTS) em publicidade em 1981. Fez então o serviço militar como relator do Corpo de Bombeiros de Paris, e em seguida, iniciou uma carreira como redactor de publicidade em 1982, em várias agências em Paris. Ele emigrou para Montreal em 1992, com seus dois filhos, para trabalhar como freelance copywriter até 2006.

## Obras
Romances
- 2007 - Passeport pathogène, Éd. Héliotrope (illustré par Pascal Hierholz)
- 2003 - Les effets sont secondaires, Éd. la courte échelle
- 2000 - Tête de pioche, Éd. Les Allusifs
- 1999 - Accidents de parcours, Éd. la courte échelle (Édition de poche 2006)

Novelas
- 2006 - Du cyan plein les mains, Éd. la courte échelle (trad anglais de Je me tue et j’arrive dans The Crime Writers Association Anthology en 2008, Éd Comma press)
- 2005 - Boucs émissaires, Éd. Les 400 coups (coauteur)
- 2001 - 38 morts dont 9 femmes, Éd. Trait dʼunion
- 1998 - Circonstances particulières, Éd. L’instant même (coauteur)

Romances e obras da juventude
- 2009 - Les Allergiks, Éditions de La courte échelle, collection Epizzod
- 2008 - Papy, où t’as mis tes dents ?, Éd. Les 400 coups
- 2006 - La main dans le sac, Éd. la courte échelle
- 2006 - Au feu! - Série Jérémie et Malie, Éd. la courte échelle
- 2005 - Vol à l’étalage - Série Jérémie et Malie, Éd. la courte échelle
- 2004 - Avis de recherche - Série Jérémie et Malie, Éd. la courte échelle
- 2002 - Meurtre à l’écluse 50 - Série Jérémie et Malie, Éd. la courte échelle
- 2001 - Les voleurs d’espoir, Éd. la courte échelle
- 2000 - Blanc comme la mort, Éd. Boréal
- 2000 -Tueurs en 4x4, Éd. Albin Michel, collection Le Furet enquête (trad.allemand, Mürder im Geländewagen, Éd. RoRoRo)
- 1999 - Un ami qui te veut du mal, Éd. Boréal
- 1999 - Le chat botté à New York, Éd. Les 400 coups
- 1999 - Riquet à la Houppe, Éd. Les 400 coups

## Prémios
- Petit feu, 2e prix au concours des prix Littéraires Radio-Canada, catégorie nouvelles, Montréal, 2006.
- Le tueur autodidacte, gagnante du concours de nouvelles policières de Ligny, Belgique, 1999.
- Belle mort, gagnante du concours de nouvelles de la revue Stop, Montréal, 1995.
- Dialogue de sourds, gagnante du concours de nouvelles de la revue Nouvelles Fraîches, Montréal, 1994.
- Van Gogh a encore frappé, gagnante du concours de nouvelles policières du journal Voir, Montréal, 1993.